# 핀관
품관(황품관, 중국어: 黃品冠 1972년 2월 26일 ~ )는 중화민국의 가수 및 배우로, 말레이시아 국적을 가진 중국계 말레이시아인이다. 주로 중국과 말레이시아에서 활동한다.

## 활동 목록

### 음반
- 2001년 《疼妳的責任》
- 2002년 《TURN 180度轉彎》

### 영화
- 2010년 《첫사랑 팥빙수》 - 백마왕자 역
- 2011년 《탈명심도》

### 방송
- 2004년 CTS 《후조e인》
- 2014년 후난 위성TV 《아시가수 시즌 2》

## 수상 내역
- 1988년 1990년 전국 학교 가창대회 우승
- 1992년 설융중학교 노래대회 우승
- 1993년 해라신운상 우승
- 1994년 마화공회 주관 전국 창작곡대회 3등 수상
- 1995년 SCV음반회사 주관 전국창작곡대회 우승
- 1995년 록레코드 가맹